# Canso Causeway
O Canso Causeway é uma ponte de 1385 m de comprimento localizada em Nova Escócia, no Canadá. Conectando a Península de Nova Escócia à Ilha Cape Breton. Sua parte superior tem largura de 40 m, e carrega uma estrada com pistas duplas, a Rodovia 104 , que faz parte da Rodovia Trans-Canadá, e uma única faixa licenciada para a Ferrovia Central Cabo Breton e Nova Escócia.